# Тарасово (Волгоградская область)
Тарасово — село в Котовском районе Волгоградской области, в составе Мирошниковского сельского поселения.
Население — 99 (2010).

## История
Предположительно основано в конце XVIII века. В конце XIX века Тарасово имело статус слободы, являлось волостном селом Тарасовской волости Камышинского уезда Саратовской губернии (волостное правление открыто в 1861 году). Население составляли бывшие государственные крестьяне, православные, великоро- и малороссы. Первые поселенцы прибыли из Красного Яра. В 1886 году земельный надел сельского общества составлял 3015 десятин удобной земли (в том числе пашни 1688 десятин и 249,5 десятин леса (последний в общем владении с хуторами Дорошев и Фитинин Тарасовской волости и Долгинский Красноярской волости)) и 311,5 десятин неудобной земли. В 1882 году открыта земская ямская станция. С 1889 года в селе имелся фельдшер. В 1892 году основан приют для сирот. В селе имелись церковь, школа грамотности и церковно-приходская школа.
С 1928 года — административный центр Тарасовского сельсовета Красноярского района Камышинского округа Нижне-Волжского края (с 1934 года — Сталинградский край). С 1935 года — в составе Молотовского района (с 1957 года — Красноярский район) Сталинградского края (с 1936 года — Сталинградская область). В составе Котовского района — с 1963 года.

## География
Село находится в степной местности, в пределах Приволжской возвышенности, являющейся частью Восточно-Европейской равнины, на правом берегу реки Тарасовка, на высоте около 140 метров над уровнем моря. Почвы чернозёмы южные и чернозёмы солонцеватые и солончаковые.
Село пересекает автодорога Котово — Жирновск. По автомобильным дорогам расстояние до административного центра сельского поселения села Мирошники составляет 15 км, до районного центра города Котово — 30 км, до областного центра города Волгоград — 260 км. Ближайший населённый пункт село Дорошево расположено в 2 км к западу от села Тарасово. В 9 км к востоку расположено село Крячки, в 10 км к югу село Слюсарево, в 18 км к северу — рабочий посёлок Красный Яр
Часовой пояс
Тарасово, как и вся Волгоградская область, находится в часовой зоне МСК (московское время). Смещение применяемого времени относительно UTC составляет +3:00.

## Население
| 1862 | 1886 | 1891 | 1894 | 1897 | 1911 | 1987 | 2002 | 2010 |
| ---- | ---- | ---- | ---- | ---- | ---- | ---- | ---- | ---- |
| 713  | 869  | 1001 | 1017 | 967  | 1045 | ≈120 | 140  | 99   |

## Фотографии
- Въезд в село со стороны Слюсарево
- Остановка общественного транспорта
- Бывшая церковь (справа, в настоящее время сельский клуб) и бывший дом семьи священника (позднее - школа, магазин, сейчас музей)
- Здание бывшей церкви, в настоящее время - сельский клуб и библиотека
- Вид с холма на кладбище, правее в деревьях бывшая церковь
- Вид с холма на кладбище, просторы и ковыль
- Вид с села на холм
- Сосны на холме, вид на озеро и старую ферму
- Здание недействующей ныне сельской школы. До революции -  дом семьи священника
- Мост на въезде в Тарасово со стороны Слюсарево
- Атмосфера. В селе много заброшенных домов
- Вид с холма на жилые дома
- Фельдшерский пункт, действующий. Расположен рядом с сельским клубом.
- То, что осталось от колодца-журавля. Со стороны Слюсарево это правая часть села, ныне ул.Зеленая